# Fritz Duppré
Fritz Duppré (* 30. Januar 1919 in Neunkirchen; † 1988 in Mainz) war ein deutscher Verwaltungsbeamter.

## Leben
Duppré trat 1948 als Regierungsassessor in den Dienst der Landesregierung Rheinland-Pfalz ein und amtierte von 1956 bis 1969 unter Ministerpräsident Peter Altmeier als Chef der Staatskanzlei des Landes Rheinland-Pfalz, zunächst als Ministerialdirektor und seit 1963 als Staatssekretär. Des Weiteren war er bis 1961 Mitglied des Verwaltungsrates des SWR und von 1961 bis 1969 Mitglied des ZDF-Fernsehrates. Von 1969 bis 1985 fungierte er als Präsident der Landeszentralbank Rheinland-Pfalz und war gleichzeitig Mitglied des Zentralbankrates der Deutschen Bundesbank. Außerdem war er in den 1970er-Jahren Präsident der Deutsch-Französischen Gesellschaft in Mainz. Fritz Duppré ist der Vater von Hans Jörg Duppré.

## Ehrungen
- 1969: Honorarprofessor der Deutschen Hochschule für Verwaltungswissenschaften Speyer (Regierung und Verwaltung)
- 1985: Großes Verdienstkreuz (1969) mit Stern (1981) und Schulterband (1985) der Bundesrepublik Deutschland
- Großoffizier des Ordens der Eichenkrone
- Commander of the Order of the British Empire
- Ritter der Ehrenlegion